# Anouk Teeuwe
Anouk Teeuwe (La Haya, Países Bajos; 8 de abril de 1975) es una cantante y compositora neerlandesa de rock. Artísticamente es conocida simplemente como Anouk.
Anouk representó a los Países Bajos en el Festival de la Canción de Eurovisión 2013 en Malmö , Suecia, con la canción " Birds". Su canción llegó a la final, la primera vez desde 2004 para los Países Bajos, donde terminó novena con 114 puntos, lo que le valió otro gran éxito nacional.

## Biografía
Anouk nació el 8 de abril de 1975 en La Haya, Países Bajos. En su adolescencia, consumió drogas y terminó viviendo en varias residencias tras escaparse de su familia a los catorce años. El interés de Anouk por la música surgió gracias a su madre, cantante de blues. Anouk debutó a los quince años y cantó en bodas y fiestas con una banda llamada Shotgun Wedding. 
Empezó a asistir al Conservatorio de Róterdam en 1994, pero lo abandonó dos años después. En esa misma época, su entonces marido y manager, Edwin Jansen, le presentó a Anouk al líder de Golden Earring, Barry Hay. Hay creyó en su talento y se ofreció a escribirle algunas canciones. Una de ellas fue «Mood Indigo», escrita en colaboración con su compañero de Golden Earring, George Kooymans.
Anouk se interesó por la música porque su madre era y es una cantante de blues. Anouk al principio cantaba en bodas y fiestas con una banda llamada Shotgun Wedding, antes de encontrarse con Barry Hay de Golden Earring, un amigo de su exmarido Edwin Jansen. Barry Hay creía que Anouk tenía talento, y se ofreció escribirle varias canciones, una de ellas fue "Mood Indigo", escrita en colaboración con George Kooymans (también de the Golden Earring).
Después de que ella conociera a Bart van Veen, su coescritor, ambos escribieron algunas canciones. El 5 de septiembre de 1997 lanzó su segundo single, "Nobody's Wife", el cual subió a lo más alto de las listas holandesas de música durante algunas semanas. Su álbum debut, Together Alone, también tuvo un gran éxito.
En 1998, Anouk ganó dos premios de la cadena musical holandesa TMF (The Music Factory) aparte de un Premio Edison. Durante el verano, tocó en varios festivales, incluyendo un par de los grandes en los Países Bajos, Pinkpop y Parkpop. Su segundo álbum, Urban Solitude, fue lanzado en noviembre de 1999, e incluía el sencillo R U Kiddin' Me. Esta canción alcanzó el Top 100 neerlandés. Lanzó una nueva canción, "Don't", y comenzó a hacer su tour por los Países Bajos en febrero de 2001.
En marzo de 2001, lanzó un nuevo álbum, Lost Tracks, que contenía versiones acústicas y caras B de otras canciones antiguas, y varios duetos con la cantante de K's Choice Sarah Bettens  y The Anonymous. Fue premiada en los Popprijs de 2001 y 2003 con un arpa de oro. Mientras grababa Lost Tracks en el año 2000,  colaboró en el show holandés  "2 Meter Sessies" donde colaboró con la banda  Live. En noviembre de 2002, el álbum Graduated Fool fue lanzado. Este es el álbum más roquero de Anouk hasta el momento, y para promocionarlo hizo el Graduated Fool Tour.
En 2004 se lanzó otro recopilatorio en dos formatos, uno con CD+DVD y el otro en formato solamente de CD. Este contenía un par de temas insólitos y se llamó Update, también contiene versiones de canciones ya conocidas en concierto. El DVD se llama Close Up. En 2004 esitó Hotel New York, el cual tuvo cuatro singles; "Girl", "Lost", "Jerusalem" y "One Word".
Anouk se mudó a Ohio en diciembre de 2005. Antes de irse dio un par de conciertos en Amberes, (Bélgica.) De ahí grabó un DVD editado el 28 de abril de 2006, Anouk is Alive!,  que consta de dos DVD con extras. En marzo de 2006 EMI decide editar su disco Hotel New York en España. El 28 de abril de 2006 sale oficialmente el nuevo single de Anouk colaborando con Postmen, la canción se titula "Downhill".
En 2006, ganó el premio 3FM a la mejor cantante femenina holandesa.  En 2007, Anouk lanzó Who's Your Momma, grabado con el productor Glen Ballard. El primer sencillo, «Good God», fue un éxito  y se convirtió en una canción jugable en el videojuego Guitar Hero World Tour en 2008.  En 2009, lanzó su álbum «For Bitter or Worse». La canción «Three Days in a Row» alcanzó el primer puesto en las listas de éxitos holandesas.
Un nuevo disco de Anouk vio la luz el 22 de noviembre de 2007, titulado Who's Your Momma, precedido por el primer sencillo llamado "Good God" con un video colorido de la mano de Jonas Åkerlund, que salió el 2 de noviembre del mismo año. Para la grabación de "Modern World" se acompañó de una directora estadounidense llamada Melina (Matsoukas). Anouk recibió varios premios en los Países Bajos y Bélgica por Who's Your Momma.
La canción "Good God" apareció en el juego Guitar Hero World Tour. Se puso a la venta un DVD del concierto que Anouk ofreció en Gelredome, y se sabía que estaba trabajando en un nuevo álbum que podría salir a finales de 2008.
El 6.º álbum de estudio de la holandesa, llamado For Bitter or Worse, fue compuesto y grabado en Suecia junto al productor Tore Johansson vio la luz el 18 de septiembre de 2009. Como single avance colgó "Today" en su página web por un tiempo limitado y "Three days in a row", que fue el primer sencillo oficial de este trabajo, sonó a fines de agosto. Volvió a cambiar de banda, regresando con la mayoría de integrantes de la época más extensa de su carrera. En 2010, con el nacimiento de su cuarto hijo, la promoción no fue muy extensa, pero aun así como es habitual Anouk ganó la mayoría de los premios a los que estuvo nominada con ese disco. En verano reanudó sus conciertos por los Países Bajos y comenzó el proceso de grabación de su último disco con EMI, con una serie de viajes a Nueva York, donde trabajó con Ryan Leslie, entre otros y a Estocolmo, donde volvió a colaborar con Tore Johansson.
El séptimo álbum de estudio se llamó To Get Her Together, editado en mayo de 2011, precedido por "Killer Bee", single presentación dispuesto de forma gratuita en iTunes Holanda como regalo para sus fanes neerlandeses, y "Down&Dirty" como primer sencillo oficial del disco. Precedieron singles como "I'm A Cliche", "Save Me" y "What Have You Done"
El 25 de noviembre de 2011 lanzó el álbum Live at Toomler que incluye versiones en vivo de canciones de To Her Get Together, grabados en Toomler. La gira de 2012 ha sido la gira más corta de Anouk, pero, a pesar de ello, ha unido a todos los músicos con los que ha colaborado desde que comenzó su carrera, usando cuatro diferentes escenarios para tocar con cada uno de ellos. Mientras tanto, produjo el disco de la cantante holandesa Trijntje Oosterhuis, además de colaborar en la creación de los temas.
Anouk reveló por primera vez su participación en el Festival de la Canción de Eurovisión 2013 el 17 de octubre de 2012 a través de una publicación en Facebook, tras negociar con la emisora TROS. Su canción se reveló oficialmente el 11 de marzo de 2013. Anouk interpretó "Birds" en la primera semifinal el 14 de mayo, donde avanzó a la final el 18 de mayo y finalmente alcanzó el 9.º puesto con su canción " Birds".  Los holandeses percibieron su resultado como un gran logro, ya que fue el mejor resultado de Eurovisión para los Países Bajos en 14 años y la primera vez en 9 años que una participante holandesa se clasificaba para la final del concurso.  Su corista, Shirma Rouse, fue nombrada mejor corista por The Eurovision Times.  Anouk escribió la canción holandesa de 2015 "Walk Along", interpretada por Trijntje Oosterhuis , junto con el compositor sueco Tobias Karlsson.
Después de pasar por Eurovision y cosechar un éxito que  hacía más de una década que los Países Bajos no tenían con la canción "Birds", Anouk lanzó el disco Sad Singalong Songs bajo su propio sello discográfico. Para promocionarlo, la primera maniobra de marketing fue 'regalar' la canción "Stardust". Tras eso, el 15 de mayo lanzó los cuatro videos de los cuatro diferentes singles del disco en los que se iban enlazando los unos con los otros, contando una historia.
El 21 de febrero de 2014, tras dar varios conciertos con una orquesta sinfónica en los Países Bajos, y haber sacado "Wigger" en septiembre pasado, sorprendió con el primer adelanto de su nuevo disco, Paradise and back Again, acompañada de Afrojack, un Dj de renombre internacional. Anouk lanzó "You & I" con un video protagonizado por el balarín Dwight Cheuk-A-Lam. Tras esto, de la mano de Nicky Romero salió "Feet on the Ground", donde Anouk acompañaba a nivel vocal una canción estilo dance.  
Tras su experiencia en Eurovision, fue la compositora de la canción "Walk Alone" con la que Trintje Oosterhuis representó a los Países Bajos en 2015, pero desafortunadamente no consiguió el éxito que Anouk obtuvo con "Birds". 
En 2015 tras el nacimiento de su quinto hijo, lanzó un Greatest Hits donde además, añadió la primera canción que ha cantado en neerlandés, dedicada al padre de su segunda hija, Dominique, además de otras tres canciones inéditas. Aparte de esto, Anouk fue entrenadora en The Voice of Holland, donde consiguió llegar a la final con una de sus artistas, pero no consiguieron ganar. 
En 20016 se editaron 'Fake it till we die' y 'Queen for a Day', que dice ser la secuela de Paradise and Back Again, y así lo demuestra el estilo del disco, tan alejado del rock de sus primeros discos.
El 20 de octubre de 2018, Anouk lanzó su primer álbum en holandés, Wen d'r maar aan, que consiguió ser número 1 en la primera semana.
El 22 de abril de 2022 Anouk lanzó su último álbum hasta la fecha, titulado Trails of Fails, otra vez cantando en inglés, tras un merecido parón de cuatro años con una pandemia en medio, Anouk ha vuelto con sus letras profundas, un disco muy íntimo y personal, donde nos deja redescubrir toda su potencia vocal.
Anouk fue coach en The Voice of Holland durante las temporadas 6 y 8 a 12, antes de renunciar en enero de 2022 como resultado de acusaciones de conducta sexual inapropiada que asediaron al programa. En 2016, Anouk lanzó dos álbumes: Queen for a Day , que incluía el sencillo principal "Run Away Together",  en marzo y Fake It Till We Die a fines de octubre.  En 2018, Anouk lanzó su primer álbum en holandés Wen d'r maar aan. Unos años más tarde, en 2022, lanzó Trails of Fails, el primer miniálbum de Anouk. Presenta siete temas tranquilos de cantautora. Las canciones tienen una sensación más de banda en vivo que la mayoría de sus trabajos anteriores, la mayoría de las partes están grabadas en una o dos tomas. Su último álbum, Deena & Jim , fue lanzado en 2023.

## Vida privada
Entre 2004 y 2008 Anouk estuvo casada con Remon Stotijn. Es madre de tres hijos de su relación con Remon; Benjahmin Kingsley, Elijah Jeramiah y Phoenix Ray. El padre de su cuarto hijo, llamado Jesiah Dox, es el rapero Unorthadox (Robert Coenen) con quien tuvo una breve relación. Su quinto hijo, Sion Jetro, es de una relación muy corta con el jugador de baloncesto Seraino Dalgliesh. Su hija más pequeña, llamada Jelizah Rose, es fruto de su relación con el jugador de baloncesto Dominique Schemmekes,  y tras su nacimiento anunció que se ligaría las trompas de Falopio para no tener más hijos. 
El día de su 46 cumpleaños, anunció que se casaría con Dominique. Finalmente, el día elegido fue el 12 de junio de 2022 en medio del concierto en Malieveld, en su ciudad natal, La Haya, ante 40.000 asistentes. La ceremonia pudo verse en línea a través de Instagram. 

### Eurovisión
En octubre de 2012, se hace oficial que Anouk sería la representante neerlandesa en el Festival de la Canción de Eurovisión 2013 que se celebraría en mayo de 2013 en la ciudad sueca de Malmö, con la canción "Birds", incluida en el álbum 'Sad singalong songs'. Anouk consiguió llevar a los Países Bajos a la final por primera vez desde 2004 y finalizó en la novena posición, el mejor resultado neerlandés desde 1999.

## Discografía

### En CD
| Álbum                       | Fecha de lanzamiento     | Países Bajos | Bélgica | Ventas        | Certificado                              |
| --------------------------- | ------------------------ | ------------ | ------- | ------------- | ---------------------------------------- |
| Together Alone              | 15 de octubre de 1997    | 1            | 3       | 400,000+ (NL) | NL: 4x Platino / ITA: Platino / SWE: Oro |
| Urban Solitude              | 20 de noviembre de 1999  | 1            | 20      | 200,000+ (NL) | NL: 2x Platino / BE: Oro                 |
| Graduated Fool              | 7 de marzo de 2003       | 3            | 5       | 25,000+ (NL)  | NL: -, BE:-                              |
| Hotel New York              | 3 de diciembre de 2004   | 1            | 1       | 240,000+ (NL) | NL: 3x Platino, BE: Platino              |
| Who's Your Momma?           | 23 de noviembre de 2007  | 1            | 4       | 210,000+ (NL) | NL: 3x Platino, BE: Oro                  |
| For Bitter or Worse         | 18 de septiembre de 2009 | 1            | 2       | 150,000+ (NL) | NL: 3x Platino, BE: Platino              |
| To Get Her Together         | 20 de mayo de 2011       | 1            | 4       | 100,000+ (NL) | NL: 2x Platino                           |
| Live at Toomler             | 25 de noviembre de 2011  | -            | -       | -             | -                                        |
| Sad Singalong Songs         | 17 de mayo de 2013       | 1            | 5       | -             | NL: Platino                              |
| Paradise and back again     | 21 de noviembre de 2014  | -            | -       | -             | -                                        |
| Live at Symphonica in Rosso | 14 de marzo de 2014      |              |         |               |                                          |
| Greatest Hits               | 6 de noviembre de 2015   |              |         |               |                                          |
| Queen for a Day             | 4 de marzo de 2016       |              |         |               |                                          |
| Fake it till we die         | 21 de octubre se 2016    |              |         |               |                                          |
| Wen d'r maar aan            | 20 de octubre de 2018    |              |         |               |                                          |
| Trails of Fails             | 22 de abril de 2022      |              |         |               |                                          |

### DVD
| Álbum             | Fecha de lanzamiento    | Países Bajos | Bélgica | Ventas        | Certificado              |
| ----------------- | ----------------------- | ------------ | ------- | ------------- | ------------------------ |
| Lost Tracks       | 18 de noviembre de 2002 | 1            | 5       | 55,000+ (NL)  | NL: Oro                  |
| Close Up          | 5 de enero de 2004      | 9            | 38      | ?             | ?                        |
| Anouk Is Alive    | 28 de abril de 2006     | 8            | 5       | 100,000+ (NL) | NL: Platino, BE: Platino |
| Live at Gelredome | 27 de junio de 2008     | 1            | 16      | 100,000+ (NL) | NL: Platino, BE: Plata   |

## Premios
1998
- TMF Awards:
  - Best New Single ("Nobody's Wife")
  - Best Newcoming act
- Edison Awards: 3 premios 
  - Best New Artist
  - Best Female Artist
  - Best Videoclip - Nobody's Wife

1999
- TMF Awards: 4 premios

2000
- TMF Awards:
  - Best Single, Best Female
  - Best Live Act
  - Best Videoclip
- Edison Awards
  - Best Female Artist (voto público)
  - Best Artist (voto del jurado)

2001
- Edison Awards: Best Single - Michel

2002
- Noorderslag Popprijs 2001

2003
- Harpa de Oro 2003
- Edison Awards: Best Dutch Female
- TMF Awards: Best Female

2005
- 3FM Radio Awards:
  - Best Female, Schaal van Rigter (best single "Girl")
  - Duiveltje (los músicos votan por el mejor compañero)
- Dutch TMF Awards: Best Female National
- Belgium TMF Awards:
  - Best Female Artist International
  - Best Album International
  - Best Video International
- MTV Awards: Best Dutch/Belgian Act
- Dos premios (mejor cantante femenina y sencillo internacional con "Girl") en Humo's Pop Poll 2005 Belgium

2006
- 3FM premio a Mejor cantante femenina
- Edison Music Awards 2006|: Best Dutch singer
- Dutch TMF Awards:
  - Best Female National
  - Best Rock Act
  - Best Video, Postman ft. Anouk "DownHill"
- Belgium TMF Awards:
  - Best Live Act International
- MTV Europe Music Awards Best Dutch Act

2011
- Edison Music Awards 2011: Best Dutch Female